# Liste der Universitäten in Georgia
Liste von Universitäten und Colleges im US-Bundesstaat Georgia:

## Staatliche Hochschulen
- University System of Georgia
  - Albany State University
  - Armstrong Atlantic State University
  - Augusta State University
  - Clayton State University
  - Columbus State University
  - Dalton State College
  - Fort Valley State University
  - Georgia College and State University
  - Georgia Institute of Technology
  - Georgia Regents University
  - Georgia Southern University
  - Georgia Southwestern State University
  - Georgia State University
  - University of Georgia
  - Kennesaw State University
  - Macon State College
  - Medical College of Georgia
  - Middle Georgia College
  - University of North Georgia
  - Savannah State University
  - Southern Polytechnic State University
  - University of West Georgia
  - Valdosta State University

## Private Hochschulen
- Agnes Scott College
- Art Institute of Atlanta
- Atlanta Christian College
- Atlanta College of Art
- Berry College
- Brenau University
- Brewton-Parker College
- Christian College of Georgia
- Clark Atlanta University
- Covenant College
- Emmanuel College
- Emory University
- Institute of Paper Science and Technology
- LaGrange College
- Life University
- Mercer University
- Morehouse College
- Morris Brown College
- Oglethorpe University
- Paine College
- Piedmont College
- Reinhardt College
- Savannah College of Art and Design
- Shorter College
- South University
- Spelman College
- Thomas University
- Toccoa Falls College
- Truett-McConnell College
- Wesleyan College
- Westwood College Of Technology